# アンドリュー・ターナー
アンドリュー・ジョン・ターナー（Andrew John Turner、1953年10月24日 - ）は、イギリスの政治家。2001年から2017年まで、ワイト島選出の庶民院議員を務めた。保守党所属で、2003年から2005年には同党議長でもあった。
コヴェントリー出身。ラグビースクールからオックスフォード大学キーブル・カレッジに進学した。1992年総選挙にハックニー・サウス・アンド・ショアディッチ選挙区から、1994年欧州議会議員選挙にバーミンガム・イースト選挙区からそれぞれ立候補したが、落選した。
2001年総選挙でワイト島選挙区から庶民院議員に立候補し、初当選。2009年のいわゆる国会議員経費不正請求問題ではメディアの注目を集め、批判を浴びたが、翌年の総選挙ではワイト島選挙区の分割を図る政府に対して「ワイト島はひとつ」運動を展開し再選された。その後、児童のグループに対して、同性愛は「間違ったこと」で「社会にとって危険」などと話していたことが明るみになり、2017年総選挙には立候補せず引退した。